# Volkskartei
Die Volkskartei wurde ab 1939 im NS-Staat angelegt und 1940 fertiggestellt. Sie diente der Erfassung der im Kriegsfall zur Verfügung stehenden Personen, um diese bei der „Reichsverteidigung“, gemäß der individuellen Kenntnisse und Fähigkeiten, einsetzen zu können. Erfasst wurden alle Personen zwischen dem vollendeten 5. und vollendeten 70. Lebensjahr. Gemäß Runderlass des Reichsinnenministeriums vom 18. August 1943 wurden die Arbeiten an der Volkskartei wegen der kriegsbedingten Personalverknappung eingestellt. 

## Entstehung
Ein Probelauf hatte bereits im Oktober 1938 im Regierungsbezirk Potsdam stattgefunden. Am 15. Dezember 1938 beauftragte der Reichsverteidigungsrat den Reichsinnenminister Wilhelm Frick mit dem Aufbau einer nach Geburtsjahrgängen geordneten Volkskartei. Die entsprechende Verordnung erging am 21. April 1939. Mit der Umsetzung wurde das Hauptamt der Ordnungspolizei betraut, hier insbesondere die höheren Beamten Artur Kääb und Erich Liebermann von Sonnenberg. Letzterer war der ursprüngliche Ideengeber der Volkskartei und war auch mit der Ausarbeitung der Reichsmeldeordnung befasst.
Die Karteiführung übernahmen die örtlichen Polizeibehörden, in größeren Städten auch aufgeteilt auf die Polizeireviere. In Orten ohne Polizeibehörde war der Bürgermeister verantwortlich, in den Landkreisen in der Regel das Landratsamt.

## Erfasste Daten
Die Karteikarten sollten von der Bevölkerung selbst ausgefüllt werden, bei schulpflichtigen Kindern bis zum vollendeten 14. Lebensjahr oblag dies den Schulen. Neben den üblichen Personalien, wie Geburtsdatum und Wohnort, waren folgende Angaben zu machen:
- Ausbildung
- Beruf und Tätigkeit
- Sprach- und sonstige Kenntnisse
- besondere Fähigkeiten (Motorrad- und/oder Kraftfahren, Reiten usw.)

Die Karten waren nach weiblichen und männlichen Personen verschiedenfarbig und nach Jahrgängen geordnet. Karteikarten jüdischer Personen waren mit einem „J“ zu kennzeichnen. 